# Esteban Saveljich
Esteban Ariel Saveljich (ur. 20 maja 1991 w Tandil) – czarnogórski piłkarz występujący na pozycji obrońcy w Rayo Vallecano.